# Antonio Caggiano
Antonio Caggiano (ur. 30 stycznia 1889 r. w Coronde, zm. 23 października 1979 r. w Buenos Aires) – argentyński duchowny katolicki, kardynał, arcybiskup metropolita Buenos Aires, prymas Argentyny. 

## Życiorys
Święcenia kapłańskie przyjął 23 marca 1912 roku w Santa Fe. Pracował jako duszpasterz i wykładowca w seminarium duchownym w Santa Fe, był też asystentem kościelnym Akcji Katolickiej. Mianowany przez papieża Piusa XI biskupem ordynariuszem Rosario 13 września 1934 roku, sakrę biskupią przyjął 17 marca 1935 roku z rąk nuncjusza apostolskiego w Argentynie abp. Filippo Cortesiego. Mianowany kardynałem prezbiterem San Lorenzo in Panisperna przez papieża Piusa XII 18 lutego 1946 roku. Prześladowany przez reżim Perona. 
Pomagał zbrodniarzom hitlerowskim uciekającym z Europy po wojnie, a także niemieckim kolaborantom w osiedleniu się w Argentynie.
Od 15 sierpnia 1959 roku arcybiskup Buenos Aires i prymas Argentyny. Uczestniczył w obradach Soboru Watykańskiego II. Rezygnację z funkcji metropolity złożył 22 kwietnia 1975. Pochowany w katedrze metropolitalnej w Buenos Aires.